# West-Indische dwergspecht
De West-Indische dwergspecht (Nesoctites micromegas) is een vogel uit de familie Picidae (spechten).

## Verspreiding en leefgebied
Deze soort is endemisch op Hispaniola, een eiland in de Caribische Zee en telt twee ondersoorten:
- N. m. micromegas: Hispaniola.
- N. m. abbotti: Gonave (nabij westelijk Haïti).

## Status
De grootte van de populatie is niet gekwantificeerd maar de soort wordt omschreven als niet algemeen voorkomend. Op de Rode lijst van de IUCN heeft deze soort de status niet bedreigd.